# Oštri Zid
Oštri Zid – wieś w Chorwacji, w żupanii bielowarsko-bilogorskiej, w gminie Berek. W 2011 roku liczyła 102 mieszkańców.